# Église Saint-Gilles-et-de-l'Assomption de Rochefort-en-Yvelines
L'église Saint-Gilles-et-de-l'Assomption est un lieu de culte catholique se trouvant à Rochefort-en-Yvelines.

## Historique
Elle fut construite au flanc de la colline, par Gui Ier de Rochefort.
Tout d'abord faite d'une seule nef, d'un chœur et d'un chevet, et consacrée uniquement à saint Gilles, elle reçut par la suite par une chapelle latérale dédiée à la Vierge, qui la fit consacrer à l'Assomption.
Par arrêté du 1er février 1937, la porte latérale sud de l'église est inscrite au titre des monuments historiques.
Dans les années 2020, une souscription est ouverte pour pourvoir à son entretien.

## Description

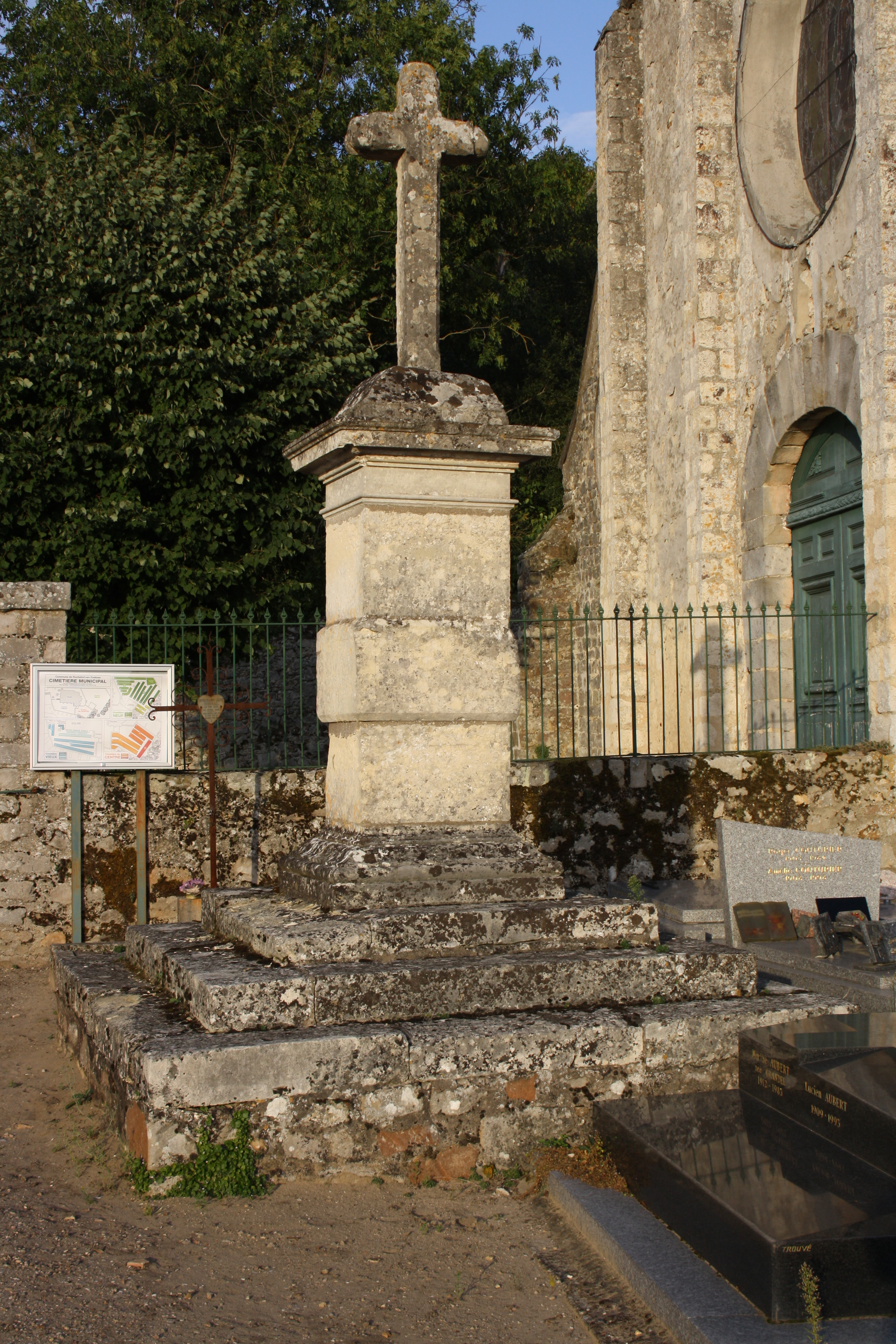
Cimetière autour de l'église.

C'est une église fortifiée de style roman.
La « chapelle des Princes » fut ajoutée ultérieurement pour recevoir les sépultures de la famille de Rohan jusqu'en 1793.
Le cimetière de la Rochefort lui est contigu.